# De mangos y albaricoques
De mangos y albaricoques es una obra de teatro del escritor panameño Javier Stanziola, ganadora en 1996 del Concurso Nacional de Literatura Ricardo Miró. La trama de la pieza sigue a un joven llamado Fabricio que abandonó Panamá rumbo a Miami para vivir su homosexualidad sin miedo a que su familia se entere, pero que luego debe afrontar a su madre y su hermano cuando ambos lo visitan.
Entre las temáticas de la obra se encuentra la homofobia, la búsqueda del amor, la doble moral y la familia. Años después de su estreno, el autor describió la pieza como «una exploración del mundo de mentiritas y secretos a voces que existe en todas las familias, sobre todo, las panameñas».
La obra ha sido puesta en escena en varias ocasiones, en escenarios como el Teatro Nacional de Panamá, en producciones que han resaltado su temática como catalista para llamar al debate social sobre los tabúes, la creación de respeto a la diversidad sexual y la eliminación de estereotipos.

## Argumento
Fabricio es un joven panameño que vive en la década de 1990 y que tiempo atrás abandonó Panamá rumbo a Miami para poder vivir su orientación sexual de forma libre y dejar atrás la presión que sentía por parte de su familia y la sociedad. No obstante, su tranquilidad se ve trastocada ante una visita de su madre y su hermano, por el temor que Fabricio siente de que se enteren de su homosexualidad.

## Trasfondo
De mangos y albaricoques fue la primera obra literaria de Stanziola, escrita cuando tenía 26 años y se encontraba haciendo un doctorado en Miami. A la par de la salida de la obra, Stanziola decidió revelar su homosexualidad a su familia, dado que hasta entonces lo desconocían. El hecho produjo un fuerte conflicto en sus familiares, aunque posteriormente lo aceptaron.
La obra ganó en 1996 el Concurso Nacional de Literatura Ricardo Miró en la categoría de teatro. Debido a su temática, la obra generó controversia en la época, pero la decisión de otorgarle el premio fue defendida por el dramaturgo venezolano Isaac Chocrón, quien fue parte del jurado y quien afirmó, en relación a De mangos y albaricoques: «Ya era tiempo que alguien escribiese una obra clara y raspada». Como consecuencia de la controversia por su temática, la obra no fue representada durante ocho años por decisión de las autoridades locales.
En 2017 se puso en escena una nueva versión de la obra, que redujo el número de actores de la misma a tres.